# كنيسة مارجرجس (ألماظة)
كنيسة مارجرجس (ألماظة) نشأت الكنيسة في النصف الأول من القرن العشرين.

## التصريح ببناء الكنيسة
أصدر الملك فاروق ملك مصر مرسوم ملكى ببناء كنيسة لطائفة الأقباط الأرثوذكس بألماظة في مصر الجديدة وذلك عام 1936م.

## حجر الأساس
اقيم الأحتفال بوضع حجر أساس الكنيسة يوم11يونيو 1938م تحت رعاية البابا يؤنس التاسع عشر بابا وبطريرك الكرازة المرقسية والقمص إبراهيم لوقا راعى كنيسة مارمرقس بشارع كليوباترا.

## كهنة خدموا بالكنيسة
- المتنيح القس بطرس روفائيل انتدب عام 1936 للخدمة في الكنيسة تنيح في عام 1967

- المتنيح القس إبراهيم جبره خدم بالكنيسة من عام 1939حتى عام 1944

- المتنيح القس أثناسيوس بطرس خدم بالكنيسة من عام 1944حتى عام 1950

- المتنيح القس يوسف بطرس انتدب عام 1950 للخدمة في الكنيسة تنيح في عام 1984

- القس يوحنا صادق انتقل للخدمة في الكنيسة عام 1987انتدب للخدمة في أمريكا عام 2004

## الكهنة الحاليين بالكنيسة
- القس أنطونيوس عبد المسيح
- سيم كاهناً على مذبح الكنيسة في 14 نوفمبر 1975
- القس بيشوى عبد الملاك
- سيم كاهناً على مذبح الكنيسة في 26 فبراير 1984
- القس مرقص

انتدب للكنيسه في عام 2013

## موقع
نقلا عن موقع كنيسة مارجرجس الماظة